# Кабаниха (Удмуртия)
Кабаниха — деревня в Завьяловском районе Удмуртии, входит в Завьяловское сельское поселение. Находится в 8 км к востоку от центра Ижевска и в 6 км к северо-западу от Завьялово.
У деревни проходит автодорога Ижевск — Гольяны, которая имеет одноимённую остановку общественного транспорта. На остановке останавливаются пригородные автобусы 301, 321, 331, маршрутные такси 101, 341, 367. Ближайшая железнодорожная платформа — 45 км в 500 метрах, на которой останавливаются поезда сообщением Ижевск — Воткинск.
К югу от деревни протекает река Позимь. Через 100 метров находится мост автодороги Ижевск — Гольяны.